# Thekra
Thekra Mohammed Abdullah Al Dali (tiếng Ả Rập: ذكرى محمد عبدالله الدالي; 16 Tháng Chín 1966 - 28 Tháng 11 năm 2003), còn gọi là Thekra (tiếng Ả Rập: ذكرى, cũng đánh vần Thikra, Zekra hoặc Zikra, có nghĩa là một kỷ niệm hoặc đài tưởng niệm) là một ca sĩ người Tunisia.

## Sự nghiệp
Thekra bắt đầu biểu diễn ở trường. Năm 1980, cô biểu diễn trong chương trình truyền hình "Fan Wa Mawahib" (tiếng Ả Rập: فن و مواهب), sau đó cô tham gia dàn hợp xướng của chương trình. Năm 1983, bản thu âm đầu tiên của cô được thực hiện, về một bài hát được sáng tác bởi Abdul Hameed Khareef. Cùng năm, cô biểu diễn tại lễ hội Carthage.
Sau đó, cô gia nhập nhóm thanh nhạc của ban nhạc quốc gia của Đài phát thanh và truyền hình Tunisia. Ở đó, cô đã gặp Abdul Rahman Al Ayyadi, người sáng tác nhiều bài hát sau này của cô. Thekra được biết đến với giọng hát mạnh mẽ và khả năng trình diễn nhiều thể loại nhạc Ả Rập, bao gồm các bài hát Qasa'ed, Muwashshah và Taarab.

### Tunisia
Trong 10 năm trước khi chuyển đến Ai Cập, cô đã phát hành 30 bài hát ở Tunisia. 28 trong số đó được sáng tác bởi Abdulrahman Al Ayyadi. Một số đĩa đơn thành công của cô ở Tunisia bao gồm:
- "Liman Ya Hawa Satakoon Hayati Wa Kaifa Sa'Arifo Ma Howa Aati?" (Chữ viết bằng tiếng Ả Rập: لمن يا هوى ستكون حياتي وكيف سأعرف) - Cuộc sống của tôi thuộc về ai và làm sao tôi biết nó sẽ kết thúc như thế nào?
- "Habeebi Tammin fo'adi" (kịch bản tiếng Ả Rập: حبيبي طمن فؤادي) - Người yêu dấu, an ủi trái tim tôi
- "Ela Hadhn Ommi Yahin Fo'adi" (kịch bản tiếng Ả Rập: Tiếng Ả Rập) - Trái tim tôi nhớ cái ôm của mẹ tôi
- "Wadda'at Roohi Ma'ah Min Youm Ma Wadda'ani" (kịch bản tiếng Ả Rập: ودعت روحي معاه من يوم ما ودعني) - Tôi nói tạm biệt tốt để tôi linh hồn đó đã biến mất với anh ấy kể từ ngày anh nói lời tạm biệt tốt với tôi

Năm 1990, cô đã cãi nhau với Abdulrahman Al Ayyadi, lúc đó là chồng chưa cưới của cô, vì anh không muốn bất kỳ người nào khác sáng tác cho cô. Cô rời đi và tham gia một nhóm mới, Zakharif Arabiya (kịch bản tiếng Ả Rập: زخارف عربية).

### Libya
Cô ở lại một thời gian ở Libya và phát hành nhiều bài hát được viết và sáng tác bởi các nhà thơ và nhà soạn nhạc Libya bao gồm Mohammed Hassan, Ali Al Kailani, Abdullah Al Mansoor và Salman Al-Tarhooni. Album cuối cùng của cô được phát hành tại Libya là "Nafsi Azeeza", được viết bởi nhà thơ Al-Tarhooni, đã giành được màn trình diễn và lời bài hát hay nhất trong lễ hội Sharm el-Sheikh ở Ai Cập.

### Ai Cập
Sau sự nghiệp ở Libya, cô trở lại Tunisia một thời gian, nhưng sau đó chuyển đến Ai Cập. Tại Ai Cập, cô đã gặp nhạc sĩ Hani Mihanna, người đã sản xuất hai album của mình. Wehyati Andak vào năm 1995 đã thành công ở thế giới Ả Rập: cho đến lúc đó cô được biết đến ở phía Tây của thế giới Ả Rập, nhưng sau album đó, cô đã trở nên nổi tiếng khắp thế giới Ả Rập. Mihnna cũng sản xuất album thứ hai của mình, As'har Ma'ah Sertak, vào năm 1997.
Vài tháng sau, năm 1997, cô phát hành Al Asami với một nhà sản xuất khác và năm 2000 Yana. Album cuối cùng của cô ở Ai Cập là Youm Aleek, phát hành năm 2003, chỉ ba ngày trước khi cô bị giết.
Đĩa đơn thành công nhất của cô được biểu diễn bằng tiếng Ả Rập Ai Cập là:
- "Wehyati Andak" (kịch bản tiếng Ả Rập: و حياتي عندك).
- "Mish Kol Hob" (kịch bản tiếng Ả Rập: مش ل حب).
- "Youm Aleek" (kịch bản tiếng Ả Rập: يوم عليك).
- "Bahlam Beloqak" (chữ viết tiếng Ả Rập: ممم
- "Al Asami" (kịch bản tiếng Ả Rập: Tiếng Việt).
- "Yana" (chữ viết tiếng Ả Rập: يانا).
- "Ya Azeez Aini" (kịch bản tiếng Ả Rập: يا عزيز عيني).
- "Law Ya Habeebi" (kịch bản tiếng Ả Rập: fant و يا حبيبي).
- "Ya Khofi" (chữ viết tiếng Ả Rập: يا خوفي).

### GCC và khu vực Vịnh Ba Tư
Thekra đã biểu diễn nhiều bài hát và album theo các phương ngữ Ả Rập khác nhau bao gồm cả tiếng Ả Rập vùng Vịnh, còn được gọi là "Khaleeji".
Cô đã phát hành nhiều album Khaleeji và chúng là:
- Thekra (1998).
- Thekra 2 (2002).
- Thekra 3 (2003).
- Chúc Maseeri (2003)
- Wa Tabqa Thekra (2004) được phát hành sau khi cô qua đời
- Aghani A'ajabatni (2004) được thả sau khi cô qua đời

Cô cũng đã biểu diễn song ca với một số ca sĩ Khaleeji, bao gồm cả Abo Bakir Salim trong bài hát "Mishghil Al Tafkeer", và một bản song ca với Mohammed Abdo năm 2003. Cô sẽ biểu diễn song ca với Abdullah Al Rowaished nhưng đã bị giết trước khi nó được ghi lại.
Những người độc thân thành công nhất của cô ở vùng Vịnh Ả Rập là:
- "Elain El Youm" (kịch bản tiếng Ả Rập: Tiếng Việt).
- "Wainik Enta" (kịch bản tiếng Ả Rập: وينك GIỚI THIỆU).
- "Ma Feeni Shai" (kịch bản tiếng Ả Rập: ما يني شي).
- "Ahibbik Moot" (kịch bản tiếng Ả Rập: ابك موت).
- "Ghayib" (chữ viết Ả Rập: غايب).
- "Al Jarh" (kịch bản tiếng Ả Rập: Tiếng Ả Rập).
- "Qalaha" (chữ viết tiếng Ả Rập: ققلها).
- "Hatha Ana" (kịch bản tiếng Ả Rập: هذا GIỚI THIỆU).
- "Al Mesafir" (chữ viết tiếng Ả Rập: Tiếng Việt).

## Qua đời
Vào thứ Sáu ngày 28 tháng 11 năm 2003, cô bị giết bởi người chồng Ai Cập, doanh nhân Aiman Al Swaidi, người đã bắn cô bốn lần trong nhà của họ ở Cairo. Aiman cũng đã bắn cô thư ký, giám đốc kinh doanh và sau đó tự sát. Nữ diễn viên Ai Cập Kawther Ramzi, người đang đến thăm cô, đã bị Aiman trục xuất vài phút sau thảm kịch.
Sau khi cô qua đời, nhiều người nổi tiếng từ thế giới Ả Rập đã bay tới Tunisia và Ai Cập để tham dự đám tang của cô. Các ca sĩ đã biểu diễn các bài hát của Thekra trong các buổi hòa nhạc của họ bao gồm Asalah, người đã biểu diễn "Elain Al Youm", Sherine đã biểu diễn "Mish Kol Hob", Ghada Rajab, người đã biểu diễn "Al Asami", Elissa, người đã biểu diễn "Bahlam Beloqak" và Samira Said đã biểu diễn " Alasami ".
Latifa đã không biểu diễn bất kỳ bài hát nào của Thekra, mà thay vào đó đã thu âm một bài hát dân gian Tunisia có tên "Fi Al Ghorba" và dành tặng cho cô ấy; cô ấy cũng dành giải thưởng Murex d'Or cho nữ ca sĩ xuất sắc nhất năm 2003 cho cô ấy, và đề nghị họ đóng một cống phẩm cho Thekra thay vì về cô ấy.

## Đĩa đơn
- "Al Hilm Al Arabi" CẢM NHẬN. những người khác (kịch bản tiếng Ả Rập: Tiếng Việt).
- "Ommahu" (tiếng Anh: Oh Mam). Một bộ ba với Ali Al Hajjar & Moniem. (Tập lệnh tiếng Ả Rập: أماه)
- "Nihlam Eih?" Một bản song ca FEAT. Angham (chữ viết tiếng Ả Rập: ححممم
- "Hilmina Al Wardi" Một bản song ca. Mohammed Abdo (chữ viết tiếng Ả Rập: ححمم
- "Ya Hajiri" (kịch bản tiếng Ả Rập: يا هاجري).
- "Al AsmarLocation" (chữ viết tiếng Ả Rập: Tiếng Việt).
- "Baghdad La Tata'allami" CẢM NHẬN. những người khác (kịch bản tiếng Ả Rập: ااااا

## Quay phim
- "Ya Khoofi" (chữ viết tiếng Ả Rập: يا خوفي).
- "Wehyati Andak" (kịch bản tiếng Ả Rập: و حياتي عندك).
- "Al Asami" (chữ viết tiếng Ả Rập: Tiếng Ả Rập).
- "Al Hilam Al Arabi" (với các ca sĩ Ả Rập khác) (kịch bản tiếng Ả Rập: Tiếng Ả Rập).
- "Kol Elli Lamooni" (kịch bản tiếng Ả Rập: كك ال ال ل ل ل ل ل ل ل ل ل
- "Allah Ghalib" (kịch bản tiếng Ả Rập: Tiếng Việt).
- "Qalaha" (chữ viết tiếng Ả Rập: ققلها).
- "Elain El Youm" (kịch bản tiếng Ả Rập: Tiếng Việt).
- "Al Jarh" (kịch bản tiếng Ả Rập: Tiếng Ả Rập).
- "Atfaal" (chữ viết tiếng Ả Rập: أطفال).
- "Wala Arif" (Một bản song ca. Ehab Tawfiq) (chữ viết tiếng Ả Rập: ولا عارف).
- "Nihlam Eih?" (Một bản song ca. Angham) (chữ viết tiếng Ả Rập: ححمميييي؟).
- " Youm Aleek " (2003) (Kịch bản tiếng Ả Rập: يوم عليك).
- "Bahlam Beloqak" (kịch bản tiếng Ả Rập: مم parts
- "Law Ya Habeebi" (kịch bản tiếng Ả Rập: fant و يايبيبي).